# Jiří Hanke (fotbalista)
Jiří Hanke (12. prosince 1924 Dolní Bučice, Československo – 11. prosince 2006 Lausanne, Švýcarsko), uváděný také jako Jiří Hanke Hiron, Jorge Hanke a Georg Hanke, byl český fotbalista a trenér.

## Hráčská kariéra
Hrál za SK Lysá nad Labem (za žáky a dorost), SK Rakovník (1941–1943), ASO Olomouc (1943–1944) a Slavii Praha (1944–1950), s níž získal v sezoně 1946/47 titul mistra republiky (na podzim 1948 nebyl titul udělen) a roku 1945 tzv. Pohár osvobození.
V lize odehrál za SK Rakovník, SK Olomouc ASO a SK Slavia Praha celkem 100 utkání a dal 2 góly. V roce 1950 odešel přes Západní Německo do kolumbijského klubu Deportivo Samarios (nynější Unión Magdalena), kde byl jeho spoluhráčem mj. György Marik. Po jedné sezoně strávené v kolumbijské lize přestoupil do francouzského RC Lens. V roce 1952 přestoupil do FC Barcelona, kde se setkal s krajanem Ladislavem Kubalou. S katalánským velkoklubem získal španělský titul a španělský pohár a v lize za něj odehrál 57 zápasů, v nichž vstřelil 5 gólů. Další start ve španělské lize přidal za menší barcelonský klub CD Condal a poté hrál ve švýcarském FC Biel.
Za československou reprezentaci nastoupil poprvé 7. dubna 1946 při prohře 3:0 ve Francii. Za národní tým odehrál v letech 1946–1949 pět zápasů, v nichž nevstřelil žádný gól. Dvakrát nastoupil i za reprezentační B-mužstvo.

## Trenérská kariéra
- FC Biel
- Red Star Saint-Ouen
- Xerxes Rotterdam
- Vevey-Sports

## Úspěchy
- 1× mistr Československa (1946/47) s SK Slavia Praha
- 1× mistr Španělska (1952/53) s FC Barcelona[2]
- 1x vítěz Copa del Rey (1952/53) s FC Barcelona[2]